# Pumpspeicherkraftwerk Fengning
Das Pumpspeicherkraftwerk Fengning liegt in der Provinz Hebei, China. Mit der Errichtung des Pumpspeicherkraftwerks wurde im Mai 2013 begonnen, es sollte in zwei Phasen errichtet werden und 2021 fertiggestellt sein, zum Jahreswechsel 2021/2022 ging es in Betrieb.

## Kraftwerk
Das Kraftwerk Fengning hat eine installierte Leistung von 3600 MW, verteilt auf zwölf Maschinensätze à 300 MW. Die durchschnittliche Jahreserzeugung soll bei 3,424 Mrd. kWh liegen, es ist vor Bath County das leistungsstärkste Pumpspeicherkraftwerk der Welt.
Der Übertragungsnetzbetreiber State Grid Corporation of China setzt das Kraftwerk zur Abdeckung der Lastspitzen und als Notfallreserve ein.
Die Andritz AG erhielt einen Auftrag für die Lieferung von zwei Pump-Turbinen sowie der nötigen Leit- und Steuerungstechnik. Die Leistung der Turbinen liegt im Generator-Betrieb bei 330 MVA und im Pump-Betrieb bei 354 MVA. Der Auftragswert dafür lag bei rund 70 Mio. €.
Die Gesamtkosten für das Projekt wurden mit 1,87 Mrd. USD angegeben.